# Speculum Humanae Salvationis

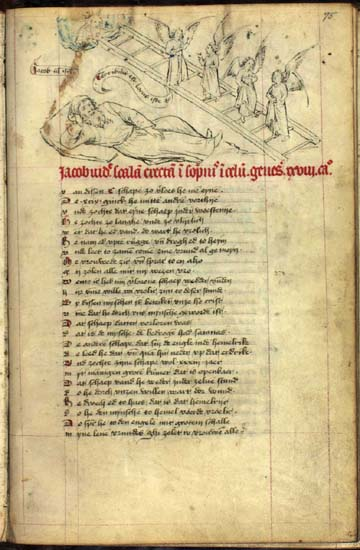
Fragment uit een versie van het Speculum uit ca. 1430. Hier gaat het over de jakobsladder.

Het Speculum Humanae Salvationis (in het Nederlands vertaald als Spiegel der menselijke zaligheid of Spiegel der menselijke behoudenis) is een populair-theologisch werk dat aan het begin van de 14e eeuw is geschreven. Het in het Latijn geschreven origineel is in versvorm en moet tussen 1309 en 1324 zijn geschreven; de oudst bekende manuscripten dateren uit het laatstgenoemde jaar, terwijl in het werk tevens een verwijzing voorkomt naar de Babylonische ballingschap der pausen.
Het werk omvat ruim veertig hoofdstukken, waarin steeds een bepaalde gebeurtenis uit het Nieuwe Testament wordt gekoppeld aan drie gebeurtenissen uit het Oude Testament. Een hoofdstuk omvat standaard twee pagina's. Elke pagina bevat twee tekstkolommen met per kolom vijfentwintig regels, en vier afbeeldingen. Een genre dat deze samenhang tussen Oude en Nieuwe Testament ook als uitgangspunt heeft is de armenbijbel.
De auteur is anoniem, maar het betreft vrijwel zeker een dominicaan die het werk schreef in een klooster in Zuid-Duitsland of Noord-Italië. Het wordt beschouwd als de eerste tekst die de theologische typologie tot iets leidends maakte.
De eerste versies van het Speculum Humanae Salvationis zijn in verluchte vorm geschreven. Er zijn vele honderden kopieën in het Latijn gemaakt, waarvan er tegenwoordig nog ruim 300 bewaard zijn gebleven. Het werk is voor zover bekend vertaald in het Engels, Tsjechisch, ten minste vier keer in het Frans en tien keer in het Duits. Verder zijn er ook twee Middelnederlandse vertalingen. De oudste hiervan is net als het origineel in versvorm, de andere is in proza en moet in de tweede helft van de vijftiende eeuw zijn gemaakt, mogelijk door Utrechtse kartuizers. De eerste Middelnederlandse vertaling is tevens een van de oudst bekende.
Een xylo-typografische editie van het werk wordt gedateerd in 1466 of 1467 en is waarschijnlijk het eerste boek dat in de Nederlanden met losse letter is gedrukt. De plaats van uitgave en de lettersnijder zijn niet bekend.